# Lago di Bientina
Il lago di Bientina o di Sesto  è stato uno dei più estesi laghi della Toscana.
Era noto ai Lucchesi col nome di lago di Sesto, perché sulle sue rive sorgeva la famosa Abbazia di San Salvatore, detta anche Badia di Sesto, che per secoli nel Medioevo dominò il lago: Sesto era un villaggio che prendeva il nome dalla sesta pietra miliare sulla via di Tiglio  (ora ss. 439), distando sei miglia dalla città di Lucca.
Aveva come immissario principale il Rogio/Ozzeri, corsi d'acqua dipendenti da un ramo del Serchio e come emissario il canale del Cilecchio e della Serezza.
Una parte dell'antico alveo del lago è compreso nell'area naturale protetta di interesse locale Bosco di Tanali. A partire dai primi anni 2000 piogge e altri invasi naturali hanno creato una superficie acquea di circa 40 ettari che viene chiamata lago della Gherardesca.

## Storia ed evoluzione del lago

### Origini e medioevo
Salvatore Andreucci, storico luchese, ci dice come si è formato il lago di Bientina o di Sesto. Venne un tempo che il fiume Auser, che all'epoca scorreva ad est di Lucca,  non poté più confluire in Arno perché il letto dell'Arno era più alto (per i dedriti portati dallo stesso corso d'acqua) del letto dell'Auser stesso.  Gli abitanti furono, quindi, costretti a lasciare la pianura per rifuguarsi sui rilievi e venne così piano piano a formarsi un lago.  Quando ciò accadde Andeucci non lo dice ma in ciò viene in aiuto Elena Paderi.
Anche se nulla delle opere idrauliche antiche ci è pervenuto, Elena Paderi, che ha studiato le variazioni fisiografiche del bacino del Bientina fin dalla preistoria, ritiene, in considerazione dei ritrovamenti di tombe etrusche e romane in alcune aree dell'alveo molto interne, che in epoca antica, etrusco-romana, il lago si estendesse solo nella sua parte più bassa, racchiusa a sud dell'isola del lago dalle curve ipsometriche di livello 6.

Lago di Sesto. Immagine tratta dall'Estimo della Repubblica di Lucca, risalente al 1411-1413, annessa al faldone 113 - Piviere di Compito

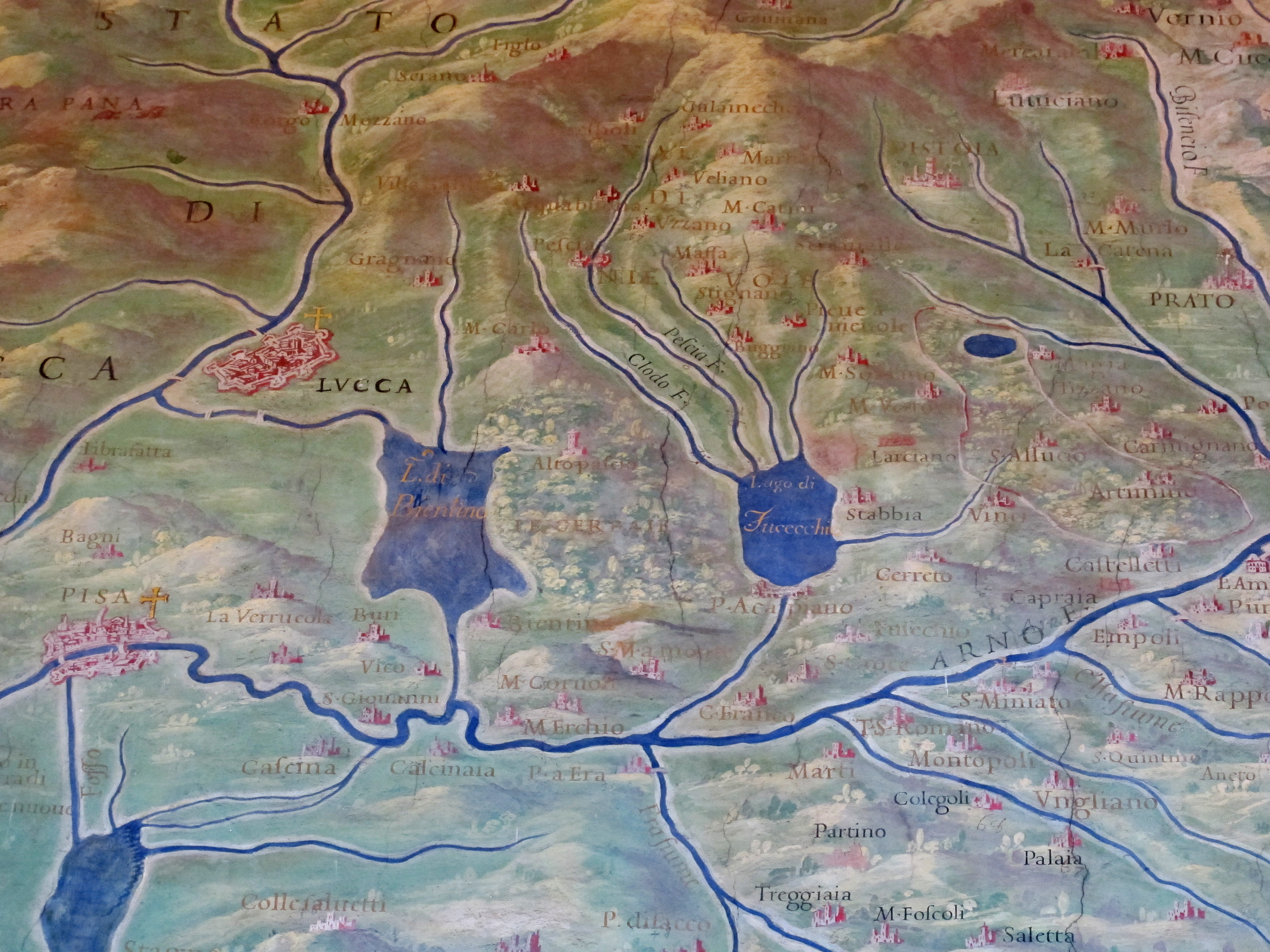
Un'antica mappa sita nel corridoio delle carte geografiche del Palazzo Apostolico che mostra il lago di Bientina e il padule di Fucecchio nel XVI secolo.

Fino al XII secolo non si hanno però notizie certe di un lago nella zona e non ci sono tracce storiche dell'esistenza di questo lago antecedenti all'VIII secolo. Il lago aveva un'area di acque permanenti detta "chiaro" e una a palude che essiccava nella stagione siccitosa, variando sensibilmente la superficie lacustre. Nella pianura depressa si raccoglievano le acque dei monti Pisani e delle Cerbaie, rendendo incerta la ripartizione idrografica dei bacini del Serchio e dell'Arno. Con i secoli di decadimento delle campagne circostanti acquistò sempre più estensione e la fisionomia di lago, divenendo oggetto di contrasti tra le comunità rivierasche per i diritti di pesca e di caccia sulle rive.
La linea di confine fra lo Stato di Lucca e il Granducato di Toscana attraversava il lago quasi nel mezzo, ma in linea diagonale, a partire verso est dal porto di Altopascio sino alla dogana del Tiglio verso ovest. Il lago di Bientina, compreso il suo vasto lembo 
palustre, occupava una superficie di circa 14 miglia toscane quadrate (circa 27 km², raggiungendo nei periodi più piovosi e di piena fino a 100 km²), la metà della quale (detta "Chiaro") si trovava costantemente coperta dalle acque, ed era distinta dalla zona meridionale, più bassa e paludosa detta appunto "Padule". Le popolazioni rivierasche esercitarono per secoli l'attività della pesca traendone sostentamento, anche se Bientina ebbe sempre una certa preminenza sulle altre comunità, poiché poteva pescare nel Chiaro con gestione esclusiva del Padule. Oltre la pesca molto diffusa, in autunno ed in inverno si praticava la caccia agli uccelli acquatici, specie le folaghe.

### Dal XVI al XVII secolo

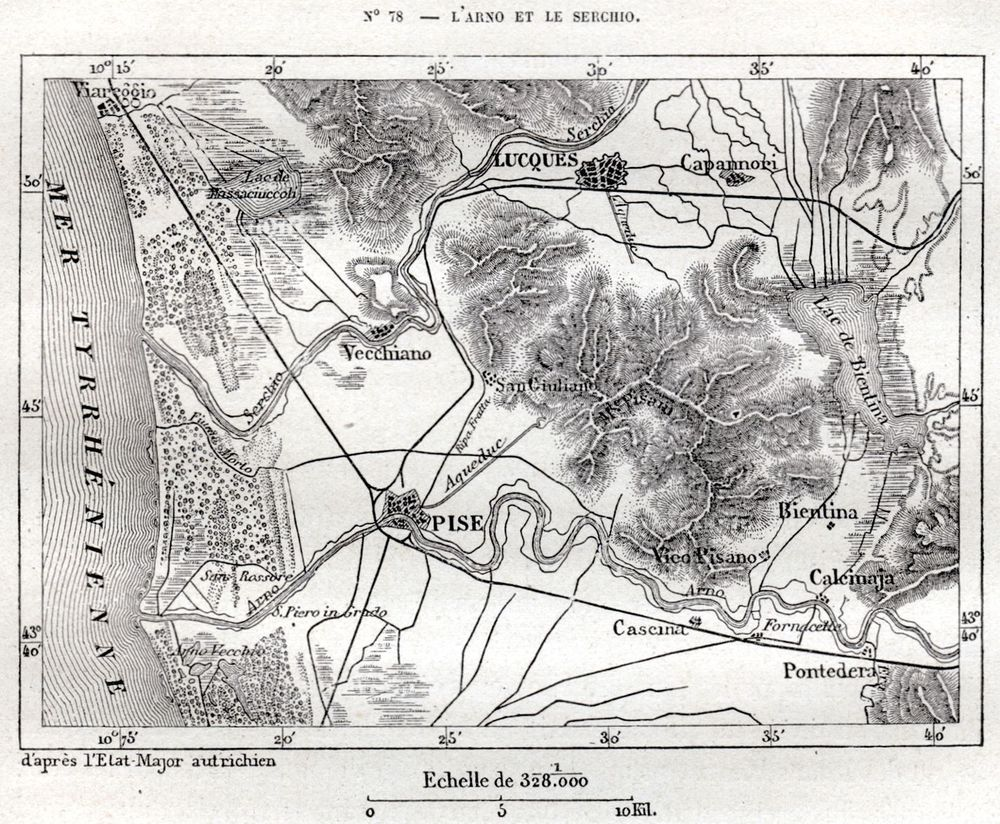
Mappa del 1840(?)

A seguito di un accordo del 1560 con Lucca, Cosimo I, allora Duca di Toscana (divenne granduca solo successivamente), fece scavare ex novo (1569-1574), ma più discosto dai colli circostanti la pianura tra Vicopisano e Bientina, un "emissario reale" rettilineo detto "Serezza Nova" con lo scopo di ottenere un più rapido scolo delle acque del lago in Arno. Questo nuovo canale andò a sostituire il naturale, ma oramai poco efficiente emissario del lago, la Serezza che ottenne perciò la denominazione di "Serezza Vecchia" dal corso più tortuoso. Inizialmente il canale sfociava in Arno a Vicopisano, ma col successivo allontanamento del fiume dal paese (tra Calcinaia e Vicopisano nel 1558), fu prolungato fino alla località Riparotti e dotato di chiuse ancor'oggi esistenti, seppur trasformate in abitazioni civili. 
Nel 1655 in seguito alle peggiorate prestazioni del nuovo canale e nel tentativo di limitare le esondazioni lacustri nelle stagioni piovose, fu nuovamente scavato ed approfondito il naturale percorso pedemontano della Serezza, che ottenne perciò la "nuova" denominazione di "Serezza Nuova" mentre il canale artificiale cinquecentesco fu chiuso e divenne "Serezza Vecchia". 

### XVIII secolo

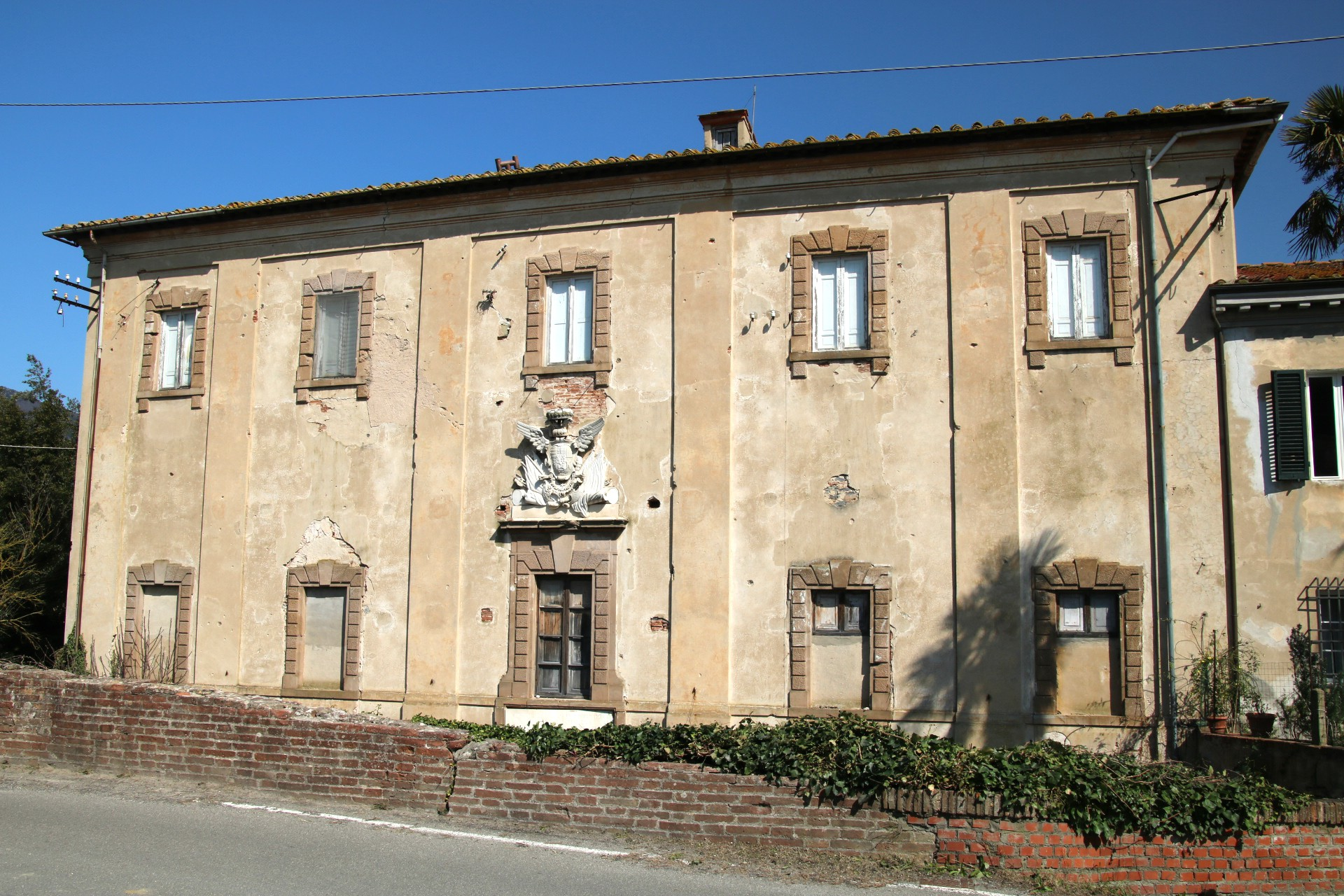
Cateratte Ximeniane

Nei decenni successivi l'estensione del lago veniva a variare secondo le esigenze contrastanti dei due stati (la Toscana medicea tendeva a mantenere il livello lacustre ampio e profondo per effettuare una maggior quantità di pescato, Lucca chiedeva di ridurne la superficie per evitare le frequenti inondazioni che periodicamente in autunno allagavano la sua campagna). Un nuovo intervento fu poi portato a compimento in epoca lorenese nel 1757, quando nuovamente si procedette sul canale artificiale mediceo a seguito di accordi congiunti con il governo lucchese. Tale decisione fu presa da una commissione congiunta dei due stati diretta per la parte toscana dallo scienziato gesuita Leonardo Ximenes e per la parte lucchese dal matematico Giuseppe Boscovich di Ragusa, dopo la questione che era nata qualche anno prima per la c.d. "controversia delle acque". Nel marzo 1755, infatti, il magistrato lucchese aveva deliberato l'ampliamento della strada di Gragno in Garfagnana, in una zona contestata dalla comunità toscana di Barga. 
Per ritorsione la Reggenza toscana innalzò gli argini del lago di Bientina (25 novembre 1755), chiudendone in pochi giorni i canali emissari con una diga (la Tura) che in un periodo di frequenti piogge, fece allagare tutta la campagna lucchese fino alle porte della città provocando ingenti danni; la vibrata protesta lucchese verso la corte di Vienna (si ricordi che Lucca era formalmente un feudo imperiale ab immemorabili e quindi posto sotto la protezione imperiale), suscitò l'intervento dell'imperatore Francesco di Lorena, granduca di Toscana, per ripristinare lo status quo ante con sentenza della Camera imperiale del 23 marzo 1756, nonostante le resistenze del Reggente toscano, conte di Richecourt. 
Il nuovo corso d'acqua aperto nel 1757 fu detto, in onore di Francesco Stefano di Lorena, Granduca di Toscana ed Imperatore del Sacro Romano Impero, "Canale Imperiale"; per un lungo tratto (da Cascine di Buti a Vicopisano) altri non era che la Serezza Nuova cinquecentesca, ma ebbe però uno sbocco autonomo in Arno e quindi non utilizzò più le vecchie cateratte di Riparotti, ma un nuovo maestoso edificio, conosciuto come Cataratte Ximeniane in onore del progettista Leonardo Ximenes, costruito a poche decine di metri dal vecchio manufatto. Le Cataratte Ximeniane sono ancora ben visibili in località Riparotti e conservano ancora alcuni dei meccanismi delle chiuse, sebbene in stato di evidente fatiscenza ed abbandono. Questo edificio idraulico aveva un "gemello" più grande posto alla presa del canale sul Lago di Bientina, edificio che venne però distrutto dai lavori per la costruzione della "Botte".

### Bonifica e prosciugamento del lago

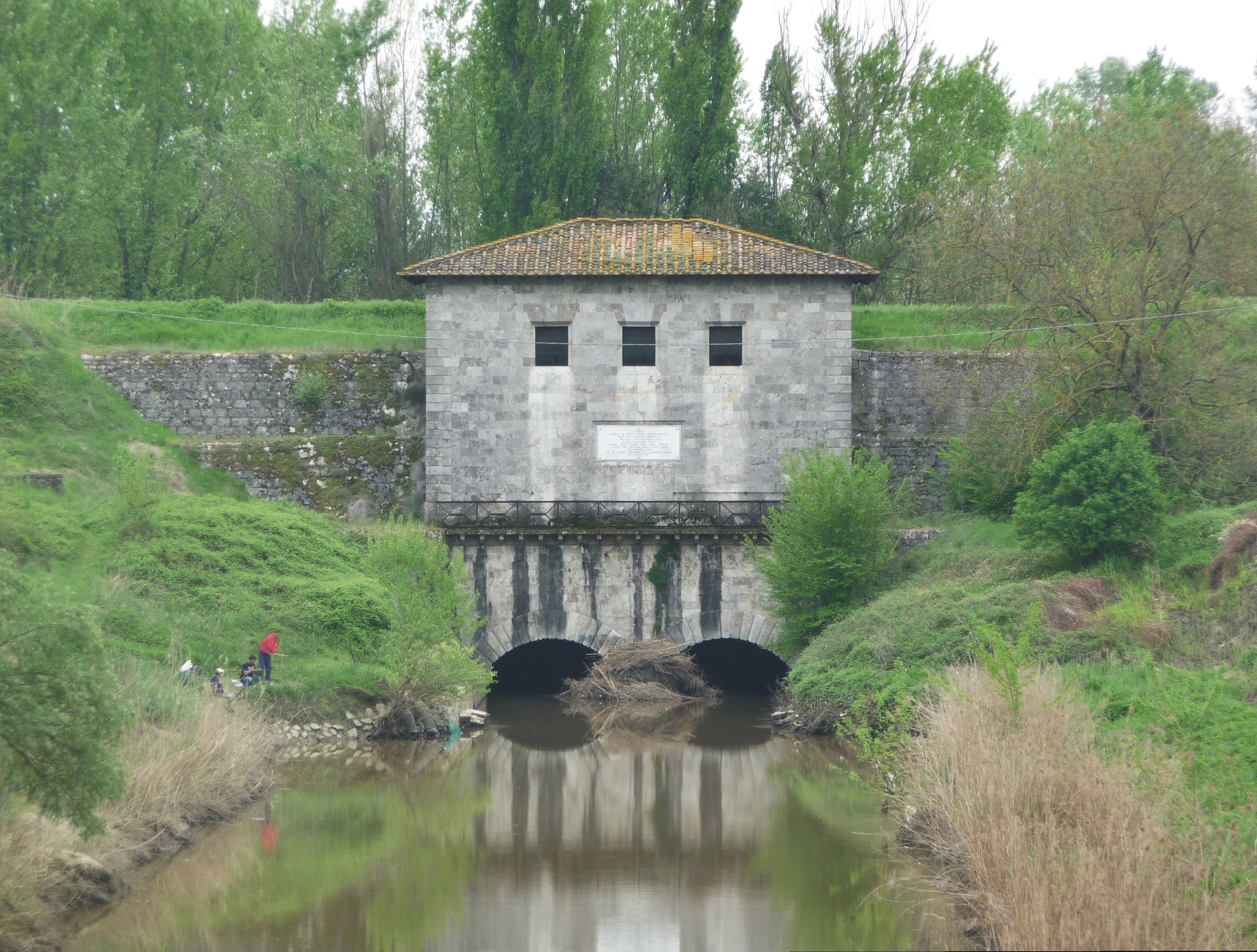
La Botte

Il lago, in seguito alle mutate condizioni ambientali e socio economiche, fu poi definitivamente prosciugato a partire dal 1859 mediante la costruzione de "La Botte", l'imponente opera di Alessandro Manetti che, riutilizzando buona parte del Canale Imperiale, scavò un canale emissario (1853) che con un ingegnoso sistema a sifone, in galleria sotterranea, tuttora sottopassa l'Arno e sfocia direttamente in mare tra Calambrone e Livorno. I lavori furono condotti dall'ingegnere Francesco Renard e ufficialmente terminati nel 1863.

## Località e scali
La vivacità commerciale del lago è documentata dai numerosi approdi e porticcioli che furono aperti sulle sue rive.
Sulla riva lucchese (della Repubblica), partendo da nord dal confine toscano sulla riva occidentale, vi erano i porticcioli e scali:
- del Porticciolo
- di Castelvecchio
- del Muraccio alla foce del Rio Visona
- del Renaio
- al Castagno
- di Chiesina
- alla Querciola
- di Colle, scalo di Colle di Compito
- di Palajola, scalo di S. Leonardo
- a Pallo
- a Pietre, alla foce del Rogio
- del Gratiglio
- di Monticelli
- di Bona, alla foce del Fosso Nuovo
- del Chiacchierino, sulla riva ovest del Fosso del Navareccia che portava al porto toscano di Altopascio

Sulle rive toscane (del Granducato) vi erano gli approdi:
- il Porticino, sulla riva orientale della Navareccia a S-O di Altopascio presso il padule del Lanchione
- di Altopascio con dogana sulla darsena a chiusura del percorso dei navicelli provenienti da Livorno e Pisa
- della Fossa Navareccia con dogana
- del Botronchio con dogana
- della Varata
- della Fossa di Orentano o del Pollino Grande
- della Fossa di Guazzaculo
- di Serarigo presso Tavolaia
- del Macchione
- della Punta del Grugno, con dogana sul ramo del c.d. Lago del Vescovo o di Staffoli
- Baroncoli, sulla riva meridionale del ramo c.d. del Lago del Vescovo
- alle Pianore con dogana
- di Tavolaja
- dell'Isola ,al centro del chiaro ad uso della fattoria granducale
- di Vajano, nell'insenatura di Punta de La Guffa, con dogana a nord del ponte di Malpasso
- di Romito Lungo
- di Punta dell'Olio
- della Fossa Nuova
- della Fossa della Sommaiola
- della Fossa di Possevoli
- del lago Viaggetto
- de La Tura allo sbocco del canale della Serezza
- di Bientina con dogana sulla Serezza
- di Cascine di Bientina o di Punta della Fossa alle cateratte, con dogana
- di Cascine di Buti
- di Tiglio con dogana presso il confine lucchese

## In letteratura
Lo specchio d'acqua di Bientina è ricordato da Giosuè Carducci nella poesia Faida di comune:
Brutto borgo è Buti: a valle

Tra le rocce grigie e ignude

Il Riomagno brontolando

Va di Bientina al palude.